# Battlefront (série littéraire)
Battlefront est un ensemble de deux romans de science-fiction placés dans l'univers étendu de Star Wars.

## Résumé
La Guerre Civile Galactique fait rage. Les légions de Stormtroopers impériaux sont chargées d'écraser la Résistance.
Au sein du front de l'Alliance Rebelle, les combattants sont des non-humains, des femmes, des hommes, réunis sous l'étendard du soixante-et-unième escadron d'infanterie, la Twilight Company.
Braves, férocement loyaux et endurcis par la guerre, les membres de ce groupe de renégats grincent des dents lorsque l'ordre est donné de se replier face aux troupes de l'Empire qui sont beaucoup plus nombreuses et mieux armées. Mais un allié inattendu va faire bouleverser l'équilibre des forces. La retraite pourrait donc se transformer en victoire. En dépit des ordres, sous-équipée, esseulée, mais toujours invaincue, la Twilight Company observe et prépare sa manœuvre la plus téméraire : un assaut visant principalement le cœur de la machine militaire impériale.

## Chronologie
1. Twilight Company (Twilight Company) - 3 ap. BY.
2. L'Escouade Inferno (Inferno Squad) - 0 ap. BY.

## Twilight Company
Twilight Company est écrit par Alexander Freed. Il est publié aux États-Unis par Del Rey Books le 3 novembre 2015,. Il est traduit en français par Sandy Julien et publié par les éditions Pocket le 28 juin 2018, avec alors 528 pages,.

## L'Escouade Inferno
L'Escouade Inferno est écrit par Christie Golden. Il est publié aux États-Unis par Del Rey Books le 25 juillet 2017,. Il est traduit en français par Sandy Julien et publié par les éditions Pocket le 25 avril 2019, avec alors 384 pages,.